# Marianna Orańska

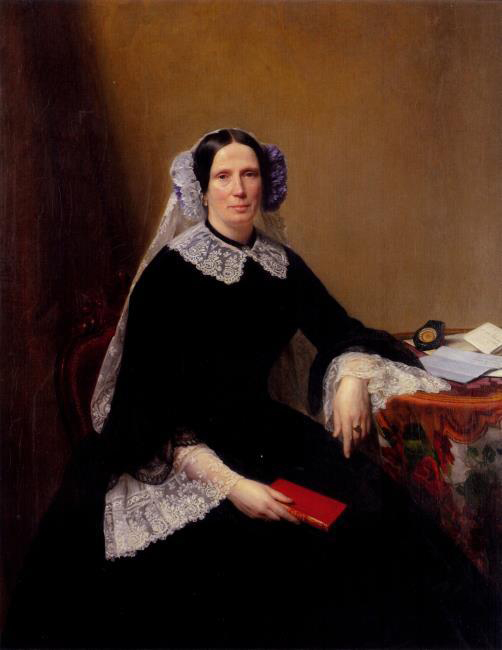
Marianna Orańska pod koniec życia

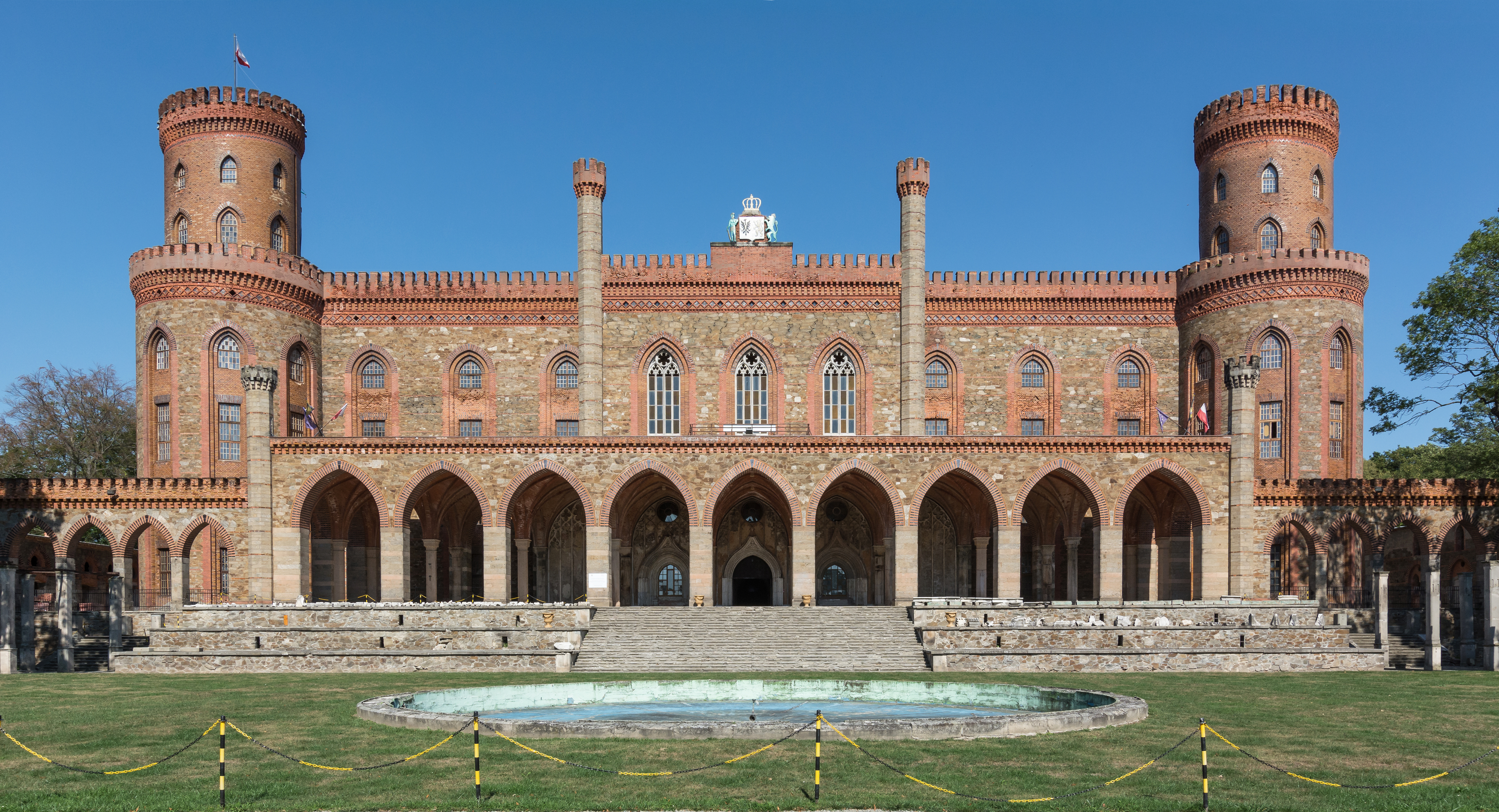
Pałac w Kamieńcu Ząbkowickim wzniesiony przez Mariannę Orańską

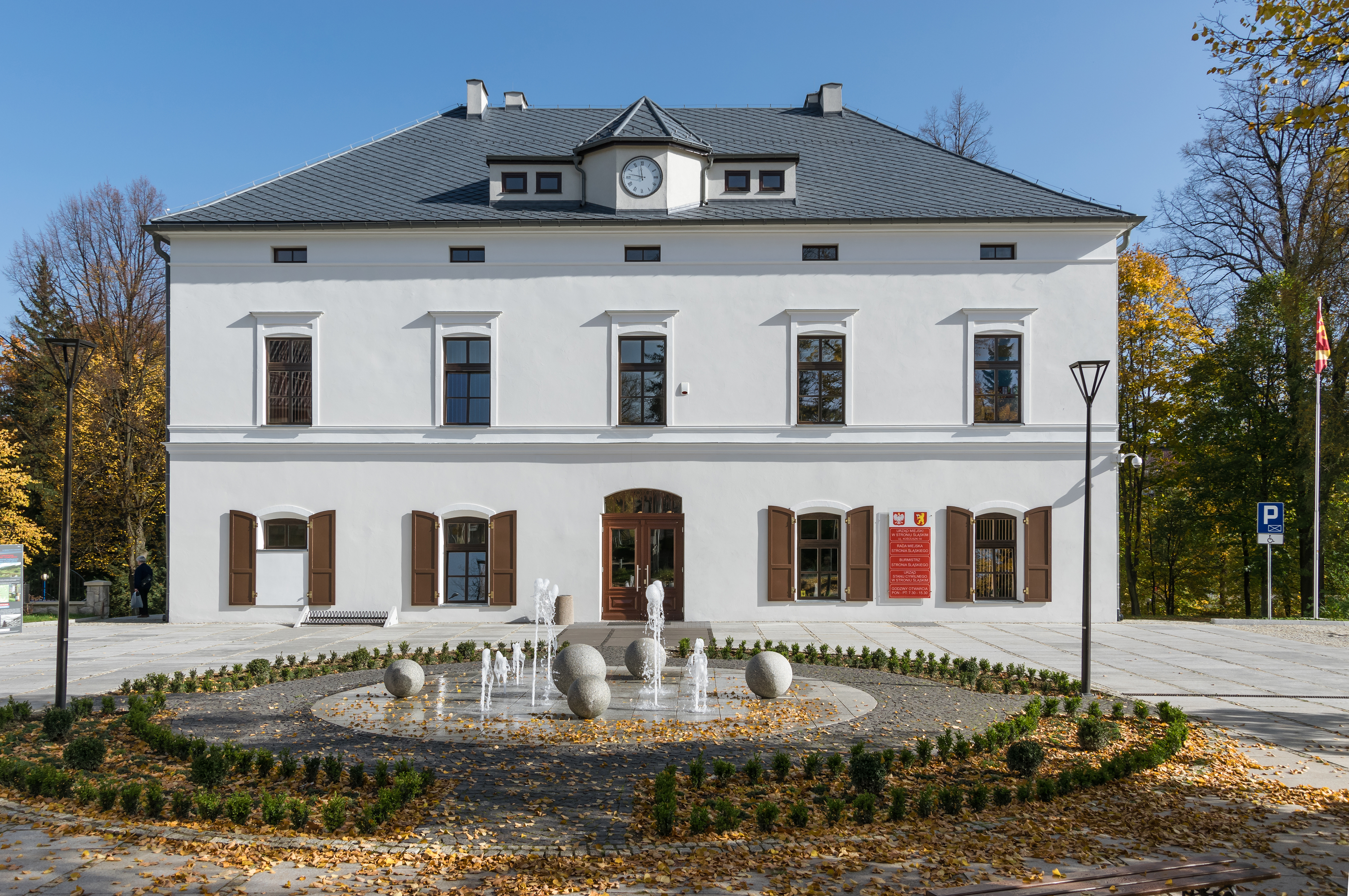
Pałacyk Marianny Orańskiej w Stroniu Śląskim

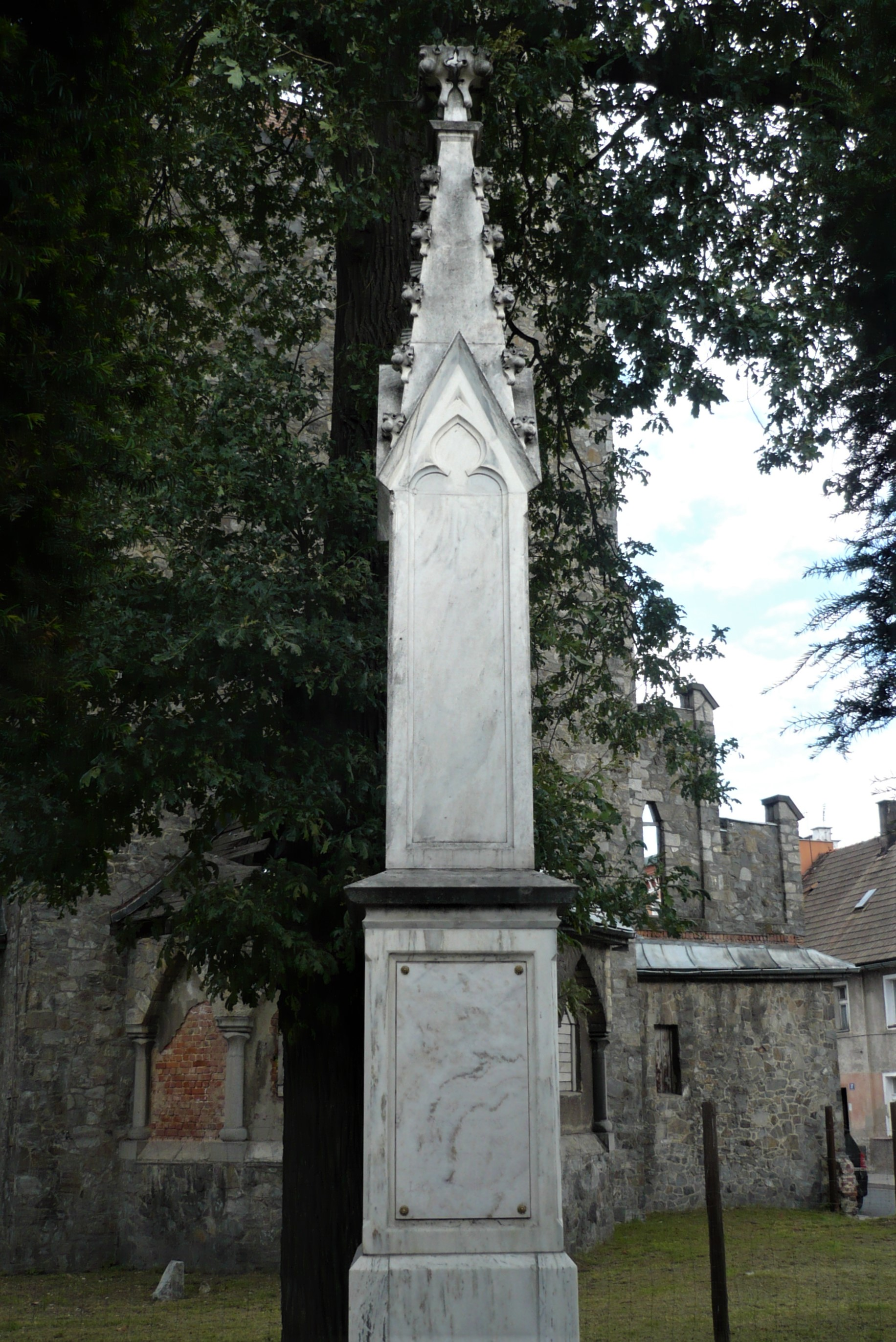
Pomnik Marianny w Lądku Zdroju

Marianna Orańska, urodzona jako Wilhelmina Frederica Louisa Charlotte Marianne (ur. 9 maja 1810 w Berlinie, zm. 29 maja 1883 w Erbach w Nadrenii) – królewna niderlandzka z dynastii Oranje-Nassau. Właścicielka posiadłości w ziemi kłodzkiej (tzw. klucz stroński), budowniczyni pałacu w Kamieńcu Ząbkowickim, wzniesionego według projektu Karla Schinkla. 

## Życiorys
Urodziła się 9 maja 1810 w Berlinie jako córka namiestnika, a od kongresu wiedeńskiego (1815), króla Niderlandów Wilhelma (1772–1843) i jego pierwszej żony Wilhelminy (1774–1837), królewny pruskiej z dynastii Hohenzollernów. Rodzice przebywali wówczas w Prusach, wygnani przez Napoleona. W roku 1828 zaręczyła się z wygnanym szwedzkim księciem Gustawem Wazą, w którym była bardzo zakochana, ale do ślubu nie doszło wskutek presji dyplomatycznej szwedzkiego króla Karola XIV Jana, który obawiał się o swój tron (groził nawet wypowiedzeniem wojny Niderlandom, gdyby para się pobrała).
Od 1830 do 1849 roku była żoną swego brata ciotecznego Albrechta Pruskiego, najmłodszego syna króla Prus Fryderyka Wilhelma III i brata późniejszego cesarza Niemiec Wilhelma I. Z tego związku urodziła się piątka dzieci, z których tylko troje przeżyło dzieciństwo: Charlotta, księżna sasko-meiningeńska, regent brunszwicki Albrecht i Aleksandryna, księżna meklembursko-szweryńska .
Nie było to udane małżeństwo. Marianna nie pasowała do surowego, wręcz wojskowego ceremoniału pruskiego dworu. Dodatkowo zdecydowanie górowała nad mężem inteligencją i obyciem, ten natomiast coraz częściej dopuszczał się zdrady, m.in. z damą jej dworu Rozalią von Rauch, o czym królewnę skrupulatnie informowali różni „życzliwi”, sama zresztą widziała dobrze, co się dzieje. W roku 1845 opuściła swego męża, nie mogąc jednak zabrać dzieci i przeniosła się do Voorburga koło Hagi w Holandii, gdzie żyła w nieformalnym związku ze swym masztalerzem Johannesem van Rossumem (1809–1873). W 1848 małżeństwo Marianny zakończyło się rozwodem. Ponadto obłożona została infamią, kiedy okazało się, że spodziewa się dziecka z van Rossumem. Sytuacja wzbudziła oburzenie dworów w Hadze i Berlinie, które zerwały z nią wszelkie stosunki. Zabroniono jej kontaktów z dziećmi, a król Fryderyk Wilhelm IV, zakazał jej pobytu na terytorium Prus dłuższego niż jeden dzień, w dodatku z obowiązkiem meldowania się na policji przy każdym wjeździe i wyjeździe. W tej sytuacji w 1853 Marianna zakupiła za 175 000 pruskich talarów pałac w Bílej Vodzie – wsi położonej po austriackiej stronie granicy, z którego mogła dojeżdżać do pałacu w Kamieńcu Ząbkowickim i pałacyku w Stroniu Śląskim.
Marianna z van Rossumem miała syna Jana Wilhelma van Reinhartshausena (1849–1861). Zakupiła w 1855 pałac w Reinhartshausen i kazała się pochować obok van Rossuma na cmentarzu w tej miejscowości. Posiadłość, do roku 1998 własność jej potomków z rodziny Hohenzollernów, jest dziś hotelem koncernu Kempinski. Część bogatych zbiorów sztuki Marianny (niegdyś 600 obrazów) nadal znajduje się w pałacu.
Była miłośniczką jeździectwa, od początku działała w pierwszym wrocławskim klubie jeździeckim: założonym w 1832 Śląskim Towarzystwie Hodowli, Wyścigów Konnych i Wystaw .
Posiadała najwyższe odznaczenia kobiece Królestwa Prus i Imperium Rosyjskiego – order Luizy oraz wielki krzyż orderu św. Katarzyny.

## Działalność społeczno-ekonomiczna na Dolnym Śląsku
Związki królewny Marianny ze Śląskiem to konsekwencja losów jej rodziców. W wyniku rewolucji belgijskiej znaleźli oni schronienie w Prusach nabywając dobra pocysterskie w Lubiążu, Henrykowie i Kamieńcu Ząbkowickim.
Po śmierci rodziców otrzymała kamieniecki spadek (obejmujący m.in. Kamieniec Ząbkowicki i Bardo), a następnie dokonała nowych zakupów. W 1838 kupiła klucz stroński i majątek rycerski Strachocin. Znajdowało się tu 8736 ha lasów oraz zespół obiektów przy dworze, wznoszącym się koło drogi ze Stronia do Bolesławowa. W tym samym roku nabyła klucz śnieliński w południowo-zachodniej części ziemi kłodzkiej, a zarządzany z Różanki. Objęcie tych dóbr odbyło się w Gniewoszowie z udziałem przedstawicieli czternastu wsi, a powitalne przemówienie wygłosił ksiądz Rauch z Różanki. Działalność Marianny to nie tylko zakupy nowych dóbr, ale również szeroka działalność inwestycyjna, z wykorzystaniem miejscowej siły roboczej.
Księżna Marianna zapisała się w historii bardzo racjonalną i skuteczną działalnością ekonomiczną, która przyczyniła się do znacznego rozwoju dóbr, których była właścicielką. Dzięki jej staraniom powstała cała sieć górskich dróg. Na własny koszt wybudowała drogę z Ząbkowic Śląskich do przełęczy Płoszczyna w Górach Bialskich, która wiodła m.in. przez Kamieniec Ząbkowicki, Złoty Stok, Lądek-Zdrój, Stronie Śląskie, Bolesławów i Nową Morawę – łącznie 55,29 km. Wybudowała drogi gospodarcze i dukty. Umożliwiło to rozwój okolicznych wsi, pozwoliło zagospodarować rozległe kompleksy leśne, głównie w Górach Bialskich i Masywie Śnieżnika. Wprowadziła nowe zasadzenia i rozwinęła gospodarkę leśną. Na terenach nizinnych kazała zakładać stawy rybne z hodowlą pstrąga. W 1843 koło Stójkowa wybudowała wysoki piec hutniczy, fryszerkę i szlifiernię, przerabiające rudę z Siennej i Janowej Góry. W 1864 przyczyniła się finansowo do powstania huty szkła nazwanej od niej Oranienhütte. Założył ją w Stroniu Śląskim Franz Losky. Po 1945 huta działała pod nazwą Huta Szkła Kryształowego „Violetta” do końca 2018. W pobliżu Stronia Śląskiego założyła kamieniołomy marmuru, które funkcjonowały do lat 90. XX wieku; ponadto wybudowała trzy nadleśnictwa i 26 leśniczówek. Na jej ziemiach pod Śnieżnikiem założono specjalistyczną farmę krów, zarządzaną przez sprowadzonego z alpejskich łąk Szwajcara. Farma ta potem stopniowo przekształciła się w schronisko turystyczne (od 1948 schronisko PTTK „Na Śnieżniku”).
W pamięci poddanych pozostała jako Dobra Pani i utrwalona została w wielu nazwach miejscowych w okolicach Masywu Śnieżnika. Do dzisiaj istnieją Mariańskie Skały, Droga Marianny, Marianówka, Źródło Marianny, Biała i Zielona Marianna (nazwa lokalnych złóż marmuru). Ewenementem jest, że pamięć ta przetrwała mimo całkowitej wymiany narodowościowej na ziemi kłodzkiej po II wojnie światowej. Na jej pamiątkę w Lądku-Zdroju, przed kościołem ewangelickim (którego budowę również finansowała) postawiono pomnik, który stoi w połowie drogi między Kamieńcem a Starym Mĕstem. Również w dzisiejszych czasach nie zapomina się o zasługach Marianny Orańskiej, jej imieniem nazywane są szkoły i instytucje m.in. w Stroniu Śląskim (gimnazjum, przychodnia zdrowia). Upamiętniono ją także kamieniem pamiątkowym w Międzygórzu oraz tablicą na budynku schroniska PTTK „Na Śnieżniku”. Od kilku lat produkowana jest woda mineralna Długopole-Zdrój z jej wizerunkiem.
Od jej imienia pochodzi nazwa starej odmiany gruszy „Królewna Marianna” (niem. Prinzessin Marianne), nazwanej tak na jej cześć przez niemieckiego lekarza i pomologa Adriana Diela w 1818.

## Pamięć w Polsce

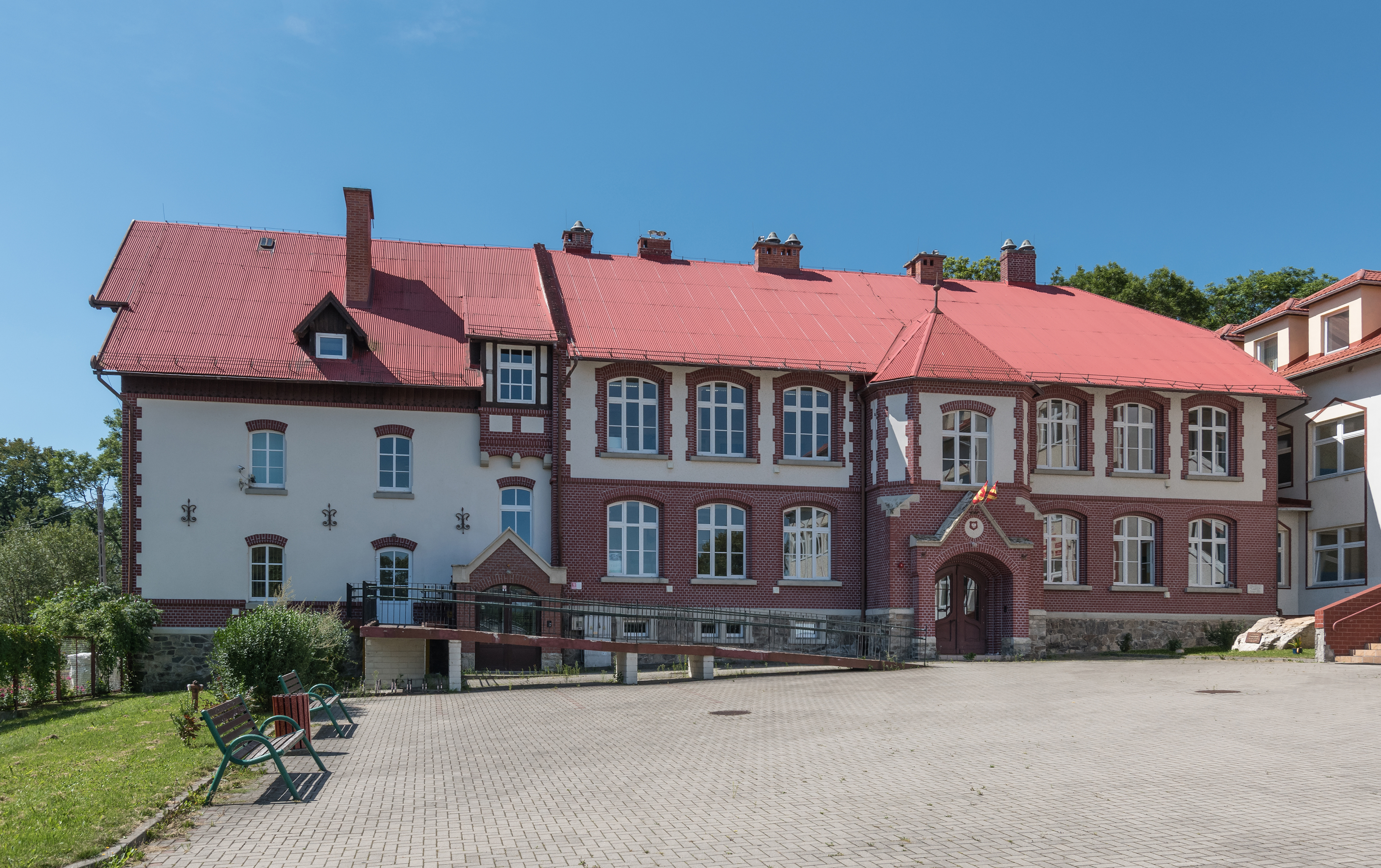
Gimnazjum im. M. Orańskiej w Stroniu Śl.
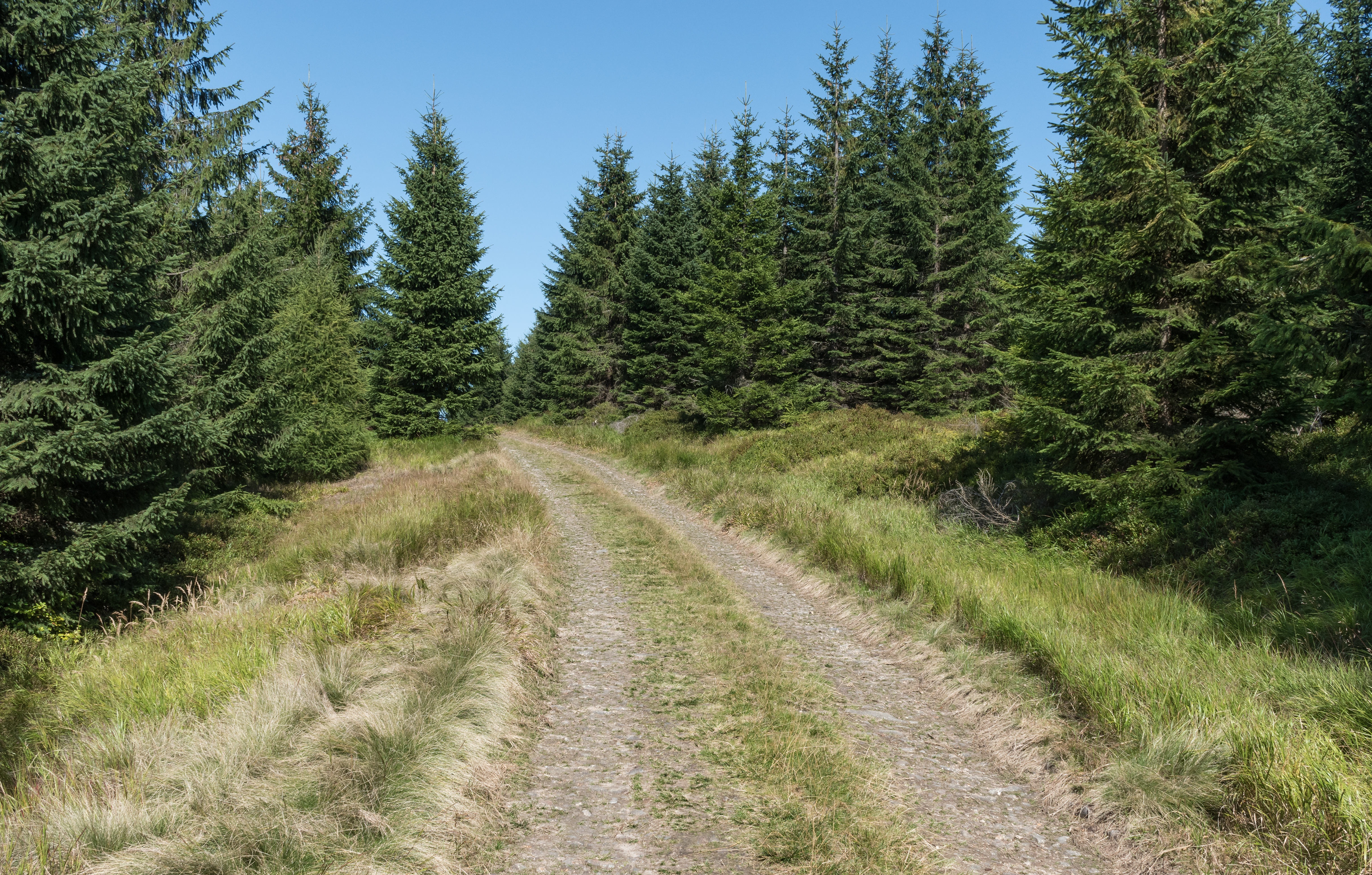
Droga Marianny w Górach Bialskich
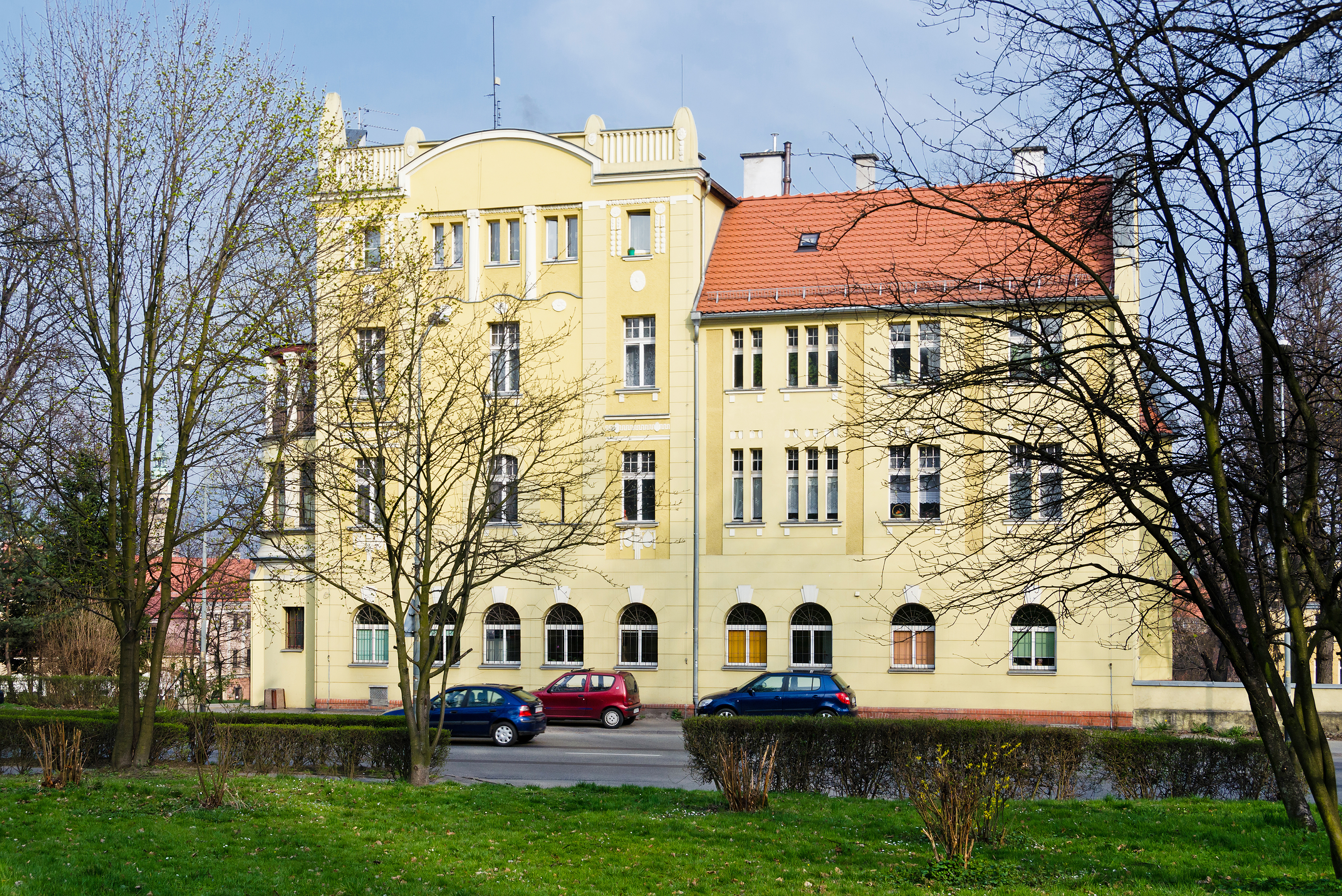
Zakład „Mariannenbad Glatz” w Kłodzku